# 新井つねひろ
新井 つねひろ（あらい つねひろ、1964年12月20日 - ）は、日本の元子役、元俳優。兄は元ずうとるびで俳優の新井康弘。

## 人物
東京都出身。8歳上の兄・康弘と同様、子役としてデビューしている。
1974年から1年間レギュラーで出演した『ウルトラマンレオ』では、家族や身寄りを失った逆境に耐えて生き抜く少年・梅田トオル役を演じきった。
1979年放送の『3年B組金八先生』第1シリーズに田中康一役で出演した。
1990年代中盤ごろに芸能界を引退し、それ以降は公務員をしている。

## 出演

### テレビドラマ
- さすらいの狼 第8話「木曽路に竜を狙う影」（1972年、NETテレビ）
- 荒野の素浪人（NETテレビ）
  - 第1シリーズ 第48話「挽歌 白蘭の牙」（1972年）
  - 第2シリーズ 第18話「仇討ち無惨」（1974年） - 大吉
- 特別機動捜査隊（NETテレビ）
  - 第568話「灰色の虹」（1972年） - 杉高志
  - 第801話「浮気の報酬」（1977年） - 信行
- 荒野の用心棒 第37話「さい果てに若獅子は雄叫び…」（1973年、NETテレビ） - 留
- 風雲ライオン丸（1973年、フジテレビ） - 三吉
- ウルトラシリーズ（TBS）
  - ウルトラマンタロウ 第44話「あっ!タロウが食べられる」（1974年） - 二郎
  - ウルトラマンレオ（1974 - 1975年） - 梅田トオル
- 日本沈没 第5話「いま、島が沈む」（1974年、TBS） - 太一
- 敬礼!さわやかさん 第8話「悪ガキ? 退治」（1975年、NETテレビ）
- ザ★ゴリラ7 第13話「胸に弔いの白い花を」（1975年、NETテレビ）
- Gメン'75 第45話「警視庁広域手配No.307」（1976年、TBS） - 矢野真一
- 江戸の旋風II 第37話「娘ごころの秋」（1976年、フジテレビ）
- 火曜日のあいつ（1976年、TBS） - 正一
- 新・座頭市 第17回「母子道に灯がともる」（1976年、フジテレビ）
- バトルホーク 第16話「兇鬼兵に改造せよ!!」（1977年、東京12チャンネル） - 勇一
- 大鉄人17
  - 第20話「ガンバレ兄ちゃん! 栄光の甲子園」
  - 第21話「守れ! 熱血の甲子園」（1977年、毎日放送 / TBS）- 武藤洋次
- 銭形平次 第555話「凧凧あがれ」（1977年、フジテレビ） - 鉄
- 3年B組金八先生（第1シリーズ）（1979年 - 1980年、TBS） - 田中康一
  - 3年B組金八先生スペシャル（1982年10月8日）
  - 3年B組金八先生スペシャルIII（1984年10月5日）（新育生名義）
  - 3年B組金八先生スペシャルVI（1987年12月25日）
- 少女が大人になる時 その細き道 第6話（1984年、TBS）（新育生名義）
- 不良少女とよばれて（1984年、TBS）- 代々木良夫（新育生名義）
- 太陽にほえろ! 第614話「17才」（1984年、日本テレビ） - 永山毅（新育生名義）
- まんが道 青春篇（1987年、NHK） - 鈴木伸一
- 風雲!真田幸村 第18話「幼な子は見た!炎の六文銭」（1989年、テレビ東京） - 弥藤次
- 土曜ワイド劇場（テレビ朝日）
  - 夏樹静子サスペンス 真珠半島殺人事件 別荘婦人が殺された!（1990年5月19日）
  - 美人コンパニオン殺し 三河湾「鳥落し」死の断崖から生きかえった女（1990年8月25日）
- NHK大河ドラマ 翔ぶが如く（1990年、NHK）
- 戦艦大和（1990年8月10日、フジテレビ）
- 水曜グランドロマン / 密愛 226に散った恋（1991年2月20日、日本テレビ）
- 土曜ドラマ（NHK)
  - 新十津川物語（1991年） - 玉置直一 役
- 金曜ドラマシアター（フジテレビ）
  - 開戦五十年特別企画 昭和16年の敗戦（1991年12月6日）
  - 実録犯罪史シリーズ 新説・三億円事件（1991年12月27日）
- 大江戸捜査網（平成版第2シリーズ） 第20話「地獄から来た虚無僧」（1992年、テレビ東京）
- お助け同心が行く! 第4話「拘引 -かどわかし-」（1993年、テレビ東京）
- 御家人斬九郎 第5話「入牢志願す」（1995年、フジテレビ）
- 火曜サスペンス劇場 六月の花嫁「遺言結婚 小樽地獄坂の殺人」（1995年6月6日、日本テレビ）

### 映画
- 青幻記 遠い日の母は美しく（1973年2月24日、青幻記プロ /東和）
- 人魚がくれた桜貝（1980年3月15日、近代映画協会/東宝）
- 爆走トラッカー軍団 劇場版（1994年9月10日、ケイエスエス） - 太洋丸/小畑ヒロシ
- 喪の仕事（1991年3月21日、ディレクターズ・カンパニー＝サントリー/アルゴプロジェクト）
- WINDS OF GOD（1995年、松竹第一興行＝ケイエスエス/松竹） - 山本少尉

### ビデオ
- 爆走トラッカー軍団3 紅薔薇軍団参上!（1993年、ケイエスエス）
- 激走バトルキング（1993年、にっかつビデオ） - 柴崎

### 舞台
- 三文オペラ
- さらば鯖の目ん玉